# 2010年バンクーバーオリンピックのフランス選手団
2010年バンクーバーオリンピックのフランス選手団（2010ねんバンクーバーオリンピックのフランスせんしゅだん）は、2010年2月12日から2月28日までカナダのブリティッシュコロンビア州バンクーバー市で開催された2010年バンクーバーオリンピックのフランス選手団、およびその競技結果。

## 概要
今大会は金メダル2個、銀メダル3個、銅メダル6個の合計11個のメダルを獲得した。合計11個のメダルは、過去最多だった2002年ソルトレークシティオリンピックと並ぶ最多タイ。
ノルディック複合男子個人ノーマルヒルではジャゾン・ラミー＝シャプイが金メダルを獲得した。フランス勢のオリンピックのノルディック複合競技での金メダル獲得は、1992年アルベールビルオリンピックのファブリス・ギー以来18年ぶり。

## メダル
| メダル | 選手名                                                                        | 競技                 | 種目                   |
| ------ | ----------------------------------------------------------------------------- | -------------------- | ---------------------- |
| 金     | ジャゾン・ラミー＝シャプイ                                                    | ノルディック複合     | 男子個人ノーマルヒル   |
| 金     | バンサン・ジェイ                                                              | バイアスロン         | 男子スプリント         |
| 銀     | デボラ・アントニオズ                                                          | スノーボード         | 女子スノーボードクロス |
| 銀     | マルタン・フールカデ                                                          | バイアスロン         | 男子マススタート       |
| 銀     | マリー＝ロール・ブリュネ シルビー・ベカール マリ・ドラン サンドリーヌ・バイイ | バイアスロン         | 女子リレー             |
| 銅     | マリオン・ジョセラン                                                          | フリースタイルスキー | 女子スキークロス       |
| 銅     | トニー・ラモアン                                                              | スノーボード         | 男子スノーボードクロス |
| 銅     | マチュー・ボゼット                                                            | スノーボード         | 男子パラレル大回転     |
| 銅     | マリ・ドラン                                                                  | バイアスロン         | 女子スプリント         |
| 銅     | バンサン・ジェイ                                                              | バイアスロン         | 男子パシュート         |
| 銅     | マリー＝ロール・ブルネ                                                        | バイアスロン         | 女子パシュート         |